# Fred Quimby
Pour les articles homonymes, voir Quimby.
Fred Quimby est un producteur américain né le 31 juillet 1886 à Minneapolis, Minnesota (États-Unis), mort le 16 septembre 1965 à Santa Monica (États-Unis). Il a notamment travaillé pour la Metro Godwyn Mayer et fut le producteur dans les années 1940 et 1950  de beaucoup de dessins animés court-métrage ; notamment ceux de Tex Avery ainsi que les Tom et Jerry.

## Biographie
Fred Quimby est né le jour même de la mort de Franz Liszt. Peut-être pour cette raison, en hommage[Interprétation personnelle ?], The Cat Concerto (1946) reprend la Rhapsodie hongroise no 2.

## Filmographie
- 1938 : Cleaning House
- 1938 : Blue Monday
- 1938 : Poultry Pirates
- 1938 : The Captain's Pup
- 1938 : A Day at the Beach
- 1938 : What a Lion!
- 1938 : The Pygmy Hunt
- 1938 : Old Smokey
- 1938 : Buried Treasure
- 1938 : The Winning Ticket
- 1938 : The Honduras Hurricane
- 1938 : The Captain's Christmas
- 1939 : Petunia Natural Park
- 1939 : Seal Skinners
- 1939 : Mama's New Hat
- 1939 : Jitterbug Follies
- 1939 : The Little Goldfish
- 1939 : Art Gallery
- 1939 : The Bear That Couldn't Sleep
- 1939 : Goldilocks and the Three Bears
- 1939 : The Bookworm
- 1939 : One Mother's Family
- 1939 : Peace on Earth
- 1939 : The Blue Danube
- 1939 : The Mad Maestro
- 1940 : The Fishing Bear
- 1940 : Puss Gets the Boot
- 1940 : Home on the Range
- 1940 : A Rainy Day with the Bear Family
- 1940 : Swing Social
- 1940 : Tom Turkey and His Harmonica Humdingers
- 1940 : The Milky Way
- 1940 : Romeo in Rhythm
- 1940 : Papa Gets the Bird
- 1940 : The Homeless Flea
- 1940 : Gallopin' Gals
- 1940 : The Lonesome Stranger
- 1940 : Mrs. Ladybug
- 1941 : Abdul the Bulbul Ameer
- 1941 : The Prospecting Bear
- 1941 : The Little Mole
- 1941 : The Goose Goes South
- 1941 : Dance of the Weed
- 1941 : The Alley Cat
- 1941 : The Midnight Snack
- 1941 : Little Cesario
- 1941 : Officer Pooch
- 1941 : The Rookie Bear
- 1941 : The Flying Bear
- 1941 : The Night Before Christmas
- 1941 : The Field Mouse
- 1942 : Fraidy Cat
- 1942 : The Hungry Wolf
- 1942 : The First Swallow
- 1942 : The Bear and the Beavers
- 1942 : Dog Trouble
- 1942 : Little Gravel Voice
- 1942 : Puss n' Toots
- 1942 : Bats in the Belfry
- 1942 : The Bowling Alley-Cat
- 1942 : Blitz Wolf
- 1942 : The Early Bird Dood It!
- 1942 : Fine Feathered Friend
- 1942 : Wild Honey
- 1942 : Barney Bear's Victory Garden
- 1943 : Sufferin' Cats
- 1943 : Bah Wilderness
- 1943 : Dumb-Hounded
- 1943 : The Boy and the Wolf
- 1943 : Red Hot Riding Hood
- 1943 : The Lonesome Mouse
- 1943 : Who Killed Who? (en)
- 1943 : The Yankee Doodle Mouse
- 1943 : The Uninvited Pest
- 1943 : One Ham's Family
- 1943 : War Dogs
- 1943 : The Stork's Holiday
- 1943 : What's Buzzin' Buzzard?
- 1943 : Baby Puss
- 1944 : Innertube Antics
- 1944 : The Zoot Cat
- 1944 : Casse-noisettes et ses copains (Screwball Squirrel)
- 1944 : Batty Baseball
- 1944 : The Million Dollar Cat
- 1944 : The Tree Surgeon
- 1944 : Duel dans les bois (Happy-Go-Nutty)
- 1944 : The Bodyguard
- 1944 : Bear Raid Warden
- 1944 : Big Heel-Watha
- 1944 : Puttin' on the Dog
- 1944 : Jerry ne se laisse pas faire (Mouse Trouble)
- 1944 : Barney Bear's Polar Pest
- 1945 : The Screwy Truant
- 1945 : The Unwelcome Guest
- 1945 : Jerky Turkey
- 1945 : The Shooting of Dan McGoo
- 1945 : The Mouse Comes to Dinner
- 1945 : Mouse in Manhattan
- 1945 : Tee for Two
- 1945 : Swing Shift Cinderella
- 1945 : Flirty Birdy
- 1945 : Wild and Woolfy
- 1945 : Quiet Please!
- 1946 : The Cat Concerto
- 1946 : Lonesome Lenny
- 1946 : Springtime for Thomas
- 1946 : The Milky Waif
- 1946 : The Hick Chick
- 1946 : Bikini, the Atom Island
- 1946 : Trap Happy
- 1946 : Northwest Hounded Police
- 1946 : Solid Serenade
- 1946 : Henpecked Hoboes
- 1947 : Cat Fishin'
- 1947 : Part Time Pal
- 1947 : Hound Hunters
- 1947 : Les Gardiens de la forêt (Red Hot Rangers)
- 1947 : Dr. Jekyll and Mr. Mouse
- 1947 : Salt Water Tabby
- 1947 : Uncle Tom's Cabaña
- 1947 : Le Triomphe de Jerry (A Mouse in the House)
- 1947 : Slap Happy Lion
- 1947 : The Invisible Mouse
- 1947 : King-Size Canary
- 1948 : The Little Orphan
- 1948 : The Bear and the Bean
- 1948 : What Price Fleadom
- 1948 : Kitty Foiled
- 1948 : Little 'Tinker
- 1948 : The Bear and the Hare
- 1948 : The Truce Hurts
- 1948 : Half-Pint Pygmy
- 1948 : Old Rockin' Chair Tom
- 1948 : Lucky Ducky
- 1948 : Professor Tom
- 1948 : The Cat That Hated People
- 1948 : Mouse Cleaning
- 1949 : Goggle Fishing Bear
- 1949 : Bad Luck Blackie
- 1949 : Polka-Dot Puss
- 1949 : Señor Droopy
- 1949 : Hatch Up Your Troubles
- 1949 : The House of Tomorrow
- 1949 : Heavenly Puss
- 1949 : Doggone Tired
- 1949 : Wags to Riches
- 1949 : The Cat and the Mermouse
- 1949 : Little Rural Riding Hood
- 1949 : Love That Pup
- 1949 : Jerry's Diary
- 1949 : Out-Foxed
- 1949 : Tennis Chumps
- 1949 : The Counterfeit Cat
- 1950 : Jerry's Cousin
- 1950 : Little Quacker
- 1950 : Saturday Evening Puss
- 1950 : Texas Tom
- 1950 : Jerry and the Lion
- 1950 : Ventriloquist Cat
- 1950 : The Cuckoo Clock
- 1950 : Safety Second
- 1950 : Tom and Jerry in the Hollywood Bowl
- 1950 : Garden Gopher
- 1950 : The Framed Cat
- 1950 : The Chump Champ
- 1950 : Cue Ball Cat
- 1950 : The Peachy Cobbler (ru)
- 1951 : The Two Mouseketeers
- 1951 : Casanova Cat
- 1951 : Le Chant du coq (Cock-a-Doodle Dog)
- 1951 : Jerry and the Goldfish
- 1951 : Daredevil Droopy
- 1951 : Droopy's Good Deed
- 1951 : Sleepy-Time Tom
- 1951 : Symphony in Slang
- 1951 : His Mouse Friday
- 1951 : Slicked-up Pup
- 1951 : Car of Tomorrow
- 1951 : Nit-Witty Kitty
- 1951 : Droopy's Double Trouble
- 1951 : Cat Napping
- 1952 : Little Johnny Jet
- 1952 : Johann Mouse
- 1952 : The Flying Cat
- 1952 : Magical Maestro
- 1952 : The Duck Doctor
- 1952 : Smitten Kitten
- 1952 : Triplet Trouble
- 1952 : One Cab's Family
- 1952 : Little Runaway
- 1952 : Rock-a-Bye Bear
- 1952 : Fit to Be Tied
- 1952 : Push-Button Kitty
- 1952 : Caballero Droopy
- 1952 : Cruise Cat
- 1952 : The Little Wise Quacker
- 1952 : The Dog House
- 1952 : Busybody Bear
- 1953 : The Missing Mouse
- 1953 : Barney's Hungry Cousin
- 1953 : Jerry and Jumbo
- 1953 : Cobs and Robbers
- 1953 : That's My Pup!
- 1953 : Heir Bear
- 1953 : T.V. of Tomorrow
- 1953 : Wee-Willie Wildcat
- 1953 : Just Ducky
- 1953 : Two Little Indians
- 1953 : Half-Pint Palomino
- 1953 : Life with Tom
- 1953 : The Three Little Pups (en)
- 1954 : Puppy Tale
- 1954 : Posse Cat
- 1954 : Drag-A-Long Droopy
- 1954 : The Impossible Possum
- 1954 : Hic-cup Pup
- 1954 : Billy Boy
- 1954 : Little School Mouse
- 1954 : Sleepy-Time Squirrel
- 1954 : Homesteader Droopy
- 1954 : Bird-Brain Bird Dog
- 1954 : Baby Butch
- 1954 : Mice Follies
- 1954 : Farm of Tomorrow
- 1954 : Neapolitan Mouse
- 1954 : The Flea Circus
- 1954 : Downhearted Duckling
- 1954 : Pet Peeve (La Guerre des Trois)
- 1954 : Dixieland Droopy
- 1954 : Touché, Pussy Cat!
- 1955 : Southbound Duckling
- 1955 : Pup on a Picnic
- 1955 : Field and Scream
- 1955 : Mouse for Sale
- 1955 : Designs on Jerry
- 1955 : Tom and Chérie
- 1955 : The First Bad Man
- 1955 : Smarty Cat
- 1955 : Deputy Droopy
- 1955 : Pecos Pest
- 1955 : La Petite évasion (Cellbound)
- 1955 : Good Will to Men
- 1965 : Tom and Jerry (série TV)